# Primera División de México 1967-68
La temporada 1967/1968 de la Primera División de México fue la edición número XXV en la historia del fútbol profesional mexicano. Se disputó entre el 6 de julio de 1967 y el 28 de enero de 1968.

## Sistema de competencia
Los dieciséis participantes disputan el campeonato bajo un sistema de liga, es decir, todos contra todos a visita recíproca; con un criterio de puntuación que otorga dos unidades por victoria, una por empate y cero por derrota. El campeón sería el club que al finalizar el torneo haya obtenido la mayor cantidad de puntos, y por ende se ubique en el primer lugar de la clasificación. 
En caso de concluir el certamen con dos equipos empatados en el primer lugar, se procedería a un partido de desempate entre ambos conjuntos en una cancha neutral predeterminada al inicio del torneo; de terminar en empate dicho duelo, se realizará uno extra, y de persistir la igualdad en este, se alargaría a la disputa de dos tiempos extras de 15 minutos cada uno, y posteriormente Tiros desde el punto penal, hasta que se produjera un ganador.
En caso de que el empate en el primer lugar fuese entre más de dos equipos, se realizaría una ronda de partidos entre los involucrados, con los mismos criterios de puntuación, declarando campeón a quien liderada esta fase al final.
El descenso a Segunda División corresponderá al equipo que acumulara la menor cantidad de puntos, y que por ende finalice en el último lugar de la clasificación. Al igual que el campeonato, para el descenso se contempló una serie de partidos extra en caso de empate en puntos de uno o más equipos.
Para el resto de las posiciones que no estaban involucradas con la disputa del título y el descenso, su ubicación, en caso de empate, se definía por medio del criterio de gol average o promedio de goles, y se calculaba dividiendo el número de goles anotados entre los recibidos.

## Visión general
La temporada fue disputada por 16 equipos. El Toluca ganó el campeonato obteniendo su segundo consecutivo e histórico. El conjunto de los Diablos Rojos finalizó el torneo con 44 puntos, producto de 18 victorias, 8 empates y cuatro derrotas. Los de toluqueños finalizaron la temporada con cuatro unidades más que el equipo de los Pumas de la UNAM, quienes finalizaron en segunda posición.
El C.F. Pachuca se incorporó a la categoría por primera ocasión tras proclamarse campeón de la temporada 1966-67 de la Segunda División.
Por otro lado, el Morelia descendió a la Segunda División tras haber conseguido únicamente 17 puntos, quedando a cuatro de distancia del penúltimo lugar y de la permanencia en la categoría, el conjunto michoacano perdió su derecho a competir en la Primera División tras 12 temporadas consecutivas en el máximo circuito.

## Equipos participantes

### Ascensos y descensos
| Pos | Ascendido de la Segunda División 1966-67 |
| --- | ---------------------------------------- |
| 1.º | Pachuca                                  |

| Pos | Descendido en la Primera División 1966-67 |
| --- | ----------------------------------------- |
| 16° | Ciudad Madero                             |

### Equipos por entidad federativa
En la temporada 1967-1968 jugaron 16 equipos que se distribuían de la siguiente forma:
| Monterrey Nuevo León Oro Atlas Guadalajara León Irapuato Necaxa Morelia Toluca Veracruz Pachuca C. Azul América Atlante UNAM }} | \| Entidad Federativa \| N.º \| Equipos \| \| ------------------ \| --- \| ------------------------------- \| \| Distrito Federal \| 4 \| América, Atlante, UNAM y Necaxa \| \| Jalisco \| 3 \| Atlas, Oro y Guadalajara \| \| Nuevo León \| 2 \| Monterrey y Nuevo León \| \| Guanajuato \| 2 \| Irapuato y León \| \| Hidalgo \| 2 \| Cruz Azul y Pachuca \| \| Michoacán \| 1 \| Morelia \| \| Estado de México \| 1 \| Toluca \| \| Veracruz \| 1 \| Veracruz \| |                                 |
| Entidad Federativa | N.º | Equipos                         |
| Distrito Federal | 4 | América, Atlante, UNAM y Necaxa |
| Jalisco | 3 | Atlas, Oro y Guadalajara        |
| Nuevo León | 2 | Monterrey y Nuevo León          |
| Guanajuato | 2 | Irapuato y León                 |
| Hidalgo | 2 | Cruz Azul y Pachuca             |
| Michoacán | 1 | Morelia                         |
| Estado de México | 1 | Toluca                          |
| Veracruz | 1 | Veracruz                        |

### Información de los equipos
| Equipo            | Sede                     | Estadio                |
| ----------------- | ------------------------ | ---------------------- |
| América (AME)     | Ciudad de México         | Azteca                 |
| Atlante (ATT)     | Ciudad de México         | Azteca                 |
| Atlas (ATS)       | Guadalajara, Jalisco     | Jalisco                |
| Cruz Azul (CAZ)   | Jasso, Hidalgo           | 10 de Diciembre        |
| Guadalajara (GDL) | Guadalajara, Jalisco     | Jalisco                |
| Irapuato (IRA)    | Irapuato, Guanajuato     | Revolución             |
| León (LEO)        | León, Guanajuato         | León                   |
| Monterrey (MTY)   | Monterrey, Nuevo León    | Tecnológico            |
| Morelia (MOR)     | Morelia, Michoacán       | Venustiano Carranza    |
| Necaxa (NEC)      | Ciudad de México         | Azteca                 |
| Nuevo León (N.L.) | Monterrey, Nuevo León    | Tecnológico            |
| Oro (ORO)         | Guadalajara, Jalisco     | Jalisco                |
| Pachuca (PAC)     | Pachuca, Hidalgo         | Revolución Mexicana    |
| Toluca (TOL)      | Toluca, Estado de México | Luis Gutiérrez Dosal   |
| UNAM (UNA)        | Ciudad de México         | Olímpico Universitario |
| Veracruz (VER)    | Veracruz, Veracruz       | Veracruzano            |

## Tabla General
| Pos. | Equipo      | Pts. | PJ | G  | E  | P  | GF | GC | Dif. |                       |
| ---- | ----------- | ---- | -- | -- | -- | -- | -- | -- | ---- | --------------------- |
| 1    | Toluca (C)  | 44   | 30 | 18 | 8  | 4  | 56 | 28 | +28  | Campeón               |
| 2    | UNAM        | 40   | 30 | 16 | 8  | 6  | 46 | 31 | +15  |                       |
| 3    | Veracruz    | 39   | 30 | 15 | 9  | 6  | 46 | 28 | +18  |                       |
| 4    | Necaxa      | 36   | 30 | 14 | 8  | 8  | 38 | 28 | +10  |                       |
| 5    | León        | 35   | 30 | 13 | 9  | 8  | 46 | 35 | +11  |                       |
| 6    | Guadalajara | 34   | 30 | 13 | 8  | 9  | 51 | 35 | +16  |                       |
| 7    | Cruz Azul   | 34   | 30 | 12 | 10 | 8  | 36 | 30 | +6   |                       |
| 8    | Atlante     | 33   | 30 | 14 | 5  | 11 | 56 | 42 | +14  |                       |
| 9    | América     | 29   | 30 | 6  | 17 | 7  | 27 | 25 | +2   |                       |
| 10   | Atlas       | 26   | 30 | 8  | 10 | 12 | 33 | 39 | −6   |                       |
| 11   | Irapuato    | 25   | 30 | 7  | 11 | 12 | 34 | 41 | −7   |                       |
| 12   | Pachuca     | 24   | 30 | 8  | 8  | 14 | 37 | 52 | −15  |                       |
| 13   | Nuevo León  | 22   | 30 | 8  | 6  | 16 | 41 | 61 | −20  |                       |
| 14   | Monterrey   | 21   | 30 | 6  | 9  | 15 | 30 | 45 | −15  |                       |
| 15   | Oro         | 21   | 30 | 5  | 11 | 14 | 35 | 57 | −22  |                       |
| 16   | Morelia     | 17   | 30 | 6  | 5  | 19 | 23 | 58 | −35  | Descenso de categoría |

 Fuente: RSSSF
|                             |
| Toluca Campeón 2.do título. |

## Resultados
| Local \ Visitante | AME | ATT | ATL | CAZ | GDL | IRA | LEO | MTY | MOR | NEC | NL   | ORO | PAC | TOL | UNM | VER |
| ----------------- | --- | --- | --- | --- | --- | --- | --- | --- | --- | --- | ---- | --- | --- | --- | --- | --- |
| América           | —   | 1–1 | 4–1 | 0–0 | 0–0 | 0–0 | 1–1 | 0–1 | 3–0 | 1–0 | 3–1  | 1–1 | 1–1 | 1–1 | 1–1 | 0–2 |
| Atlante           | 3–0 | —   | 3–2 | 1–2 | 4–0 | 3–1 | 0–1 | 1–1 | 5–0 | 3–1 | 3–0  | 1–1 | 2–1 | 2–3 | 0–1 | 3–0 |
| Atlas             | 1–1 | 2–3 | —   | 2–1 | 0–1 | 2–1 | 1–1 | 0–0 | 3–0 | 0–1 | 1–1  | 3–2 | 4–2 | 1–1 | 0–1 | 1–1 |
| Cruz Azul         | 1–0 | 3–2 | 1–1 | —   | 1–0 | 2–0 | 1–1 | 1–1 | 2–0 | 0–0 | 1–0  | 1–1 | 1–0 | 0–1 | 2–1 | 4–1 |
| Guadalajara       | 0–0 | 2–1 | 2–0 | 2–1 | —   | 4–1 | 2–1 | 1–1 | 2–2 | 2–1 | 10–2 | 3–2 | 5–1 | 0–1 | 1–1 | 0–0 |
| Irapuato          | 0–0 | 1–2 | 2–1 | 2–1 | 0–0 | —   | 1–1 | 2–1 | 0–2 | 0–0 | 3–2  | 3–1 | 3–3 | 1–2 | 1–1 | 1–1 |
| León              | 0–0 | 3–2 | 3–0 | 2–0 | 4–1 | 0–2 | —   | 1–0 | 4–1 | 1–2 | 1–0  | 5–1 | 3–0 | 0–4 | 2–1 | 0–0 |
| Monterrey         | 1–0 | 1–2 | 0–1 | 1–1 | 1–1 | 0–0 | 1–2 | —   | 0–2 | 0–0 | 2–4  | 2–0 | 3–2 | 3–2 | 1–2 | 3–2 |
| Morelia           | 1–0 | 1–3 | 0–0 | 3–2 | 1–0 | 0–3 | 1–1 | 1–0 | —   | 0–1 | 1–2  | 1–2 | 2–2 | 0–1 | 0–2 | 1–3 |
| Necaxa            | 0–2 | 1–0 | 2–1 | 0–0 | 0–4 | 2–2 | 3–1 | 3–1 | 2–0 | —   | 2–1  | 6–0 | 3–1 | 1–1 | 1–2 | 1–2 |
| Nuevo León        | 2–1 | 0–1 | 2–1 | 1–1 | 0–2 | 2–0 | 0–4 | 3–0 | 6–1 | 2–0 | —    | 1–3 | 2–2 | 1–3 | 1–2 | 1–1 |
| Oro               | 1–2 | 3–3 | 0–1 | 1–1 | 1–4 | 1–1 | 0–0 | 3–2 | 1–0 | 0–1 | 1–1  | —   | 1–1 | 0–3 | 3–1 | 1–1 |
| Pachuca           | 1–1 | 1–0 | 0–2 | 0–1 | 2–1 | 2–1 | 2–0 | 2–1 | 2–1 | 0–2 | 1–1  | 3–2 | —   | 1–0 | 1–2 | 1–1 |
| Toluca            | 1–1 | 5–1 | 0–0 | 1–3 | 2–1 | 2–1 | 3–3 | 4–1 | 2–0 | 1–1 | 2–0  | 1–1 | 2–1 | —   | 3–0 | 2–1 |
| UNAM              | 0–0 | 1–1 | 1–1 | 4–1 | 1–0 | 2–1 | 2–0 | 1–1 | 1–1 | 0–1 | 6–2  | 1–0 | 2–0 | 2–1 | —   | 2–1 |
| Veracruz          | 2–2 | 3–0 | 2–0 | 1–0 | 3–0 | 1–0 | 3–0 | 1–0 | 3–0 | 0–0 | 2–0  | 3–1 | 2–1 | 3–1 | 0–2 | —   |

## Goleo individual
Con 19 goles en la temporada regular, Bernardo Hernández, delantero del Atlante, consigue coronarse por primera ocasión como campeón de goleo.
|     | Jugador             | Club        | Goles |
| --- | ------------------- | ----------- | ----- |
| 1.  | Bernardo Hernández  | Atlante     | 19    |
| 2.  | Amaury Epaminondas  | Toluca      | 17    |
| 3.  | Javán Marinho       | Necaxa      | 16    |
| 4.  | Enrique Borja       | U.N.A.M.    | 16    |
| 5.  | José Luis Aussín    | Veracruz    | 16    |
| 6.  | Mariano Ubiracy     | Veracruz    | 16    |
| 7.  | Norberto Boggio     | Atlante     | 14    |
| 8.  | José Álvarez Crespo | Nuevo León  | 13    |
| 9.  | Francisco Moacyr    | Pachuca     | 12    |
| 10. | Javier Valdivia     | Guadalajara | 12    |
| 11. | Zague               | América     | 12    |